# Alfredo Porzio
Alfredo José Antonio Eugenio Porzio (* 31. August 1900 in Buenos Aires; † 14. September 1976 ebenda) war ein argentinischer Schwergewichtsboxer. Er nahm an den Olympischen Sommerspielen 1924 in Paris teil.

## Karriere
Bei den Olympischen Sommerspielen 1924 in Paris gewann er die Bronzemedaille. Als Profi wurde er im Jahr 1925 südamerikanischer Schwergewichtsmeister. Diesen Titel gab er 1928 zurück.

### Ergebnisse im olympischen Boxturnier
- 1. Runde: Sieg über Charles Peguilhan (Frankreich)
- Viertelfinale: Sieg über Ed Greathouse (USA)
- Halbfinale: Niederlage gegen Otto von Porat (Norwegen)
- Kampf um die Bronzemedaille: Sieg über Henk de Best (Niederlande)

### Boxkämpfe als Profi
- 9. Jänner 1925: Sieg gegen Mariano Barbaresi nach Punkten
- 1925: Unentschieden im Kampf gegen Giuseppe Spella. Das Datum ist nicht ganz klar, an dem der Kampf stattfand. Alfredo Porzio wurde zum südamerikanischen Schwergewichtsmeister erklärt. Diesen Titel gab er im März 1928 wieder zurück

- 26. August 1926: Niederlage durch KO gegen Knute Hansen (Dänemark)
- 31. August 1926: Sieg nach Punkten Jim Sigman (USA)
- 1. November 1926: KO-Sieg gegen Quintin Romero Rojas (Chile).
- 17. Oktober 1928: Niederlage durch KO gegen Clemente Sanchez (Kuba).
- 18. Juni 1930: Sieg nach Punkten gegen Eddie Malcolm (USA).

### Leben nach der Boxkarriere
Nach seiner aktiven Zeit als Boxer wurde er mit seinem Bruder Tino Boxpromoter. Er vertrat einige argentinische Boxer: Eduardo Laussee, Rafael Merentino, Attilio Caraune, Rinaldo Ansaloni, Ricardo González, Alfredo Bunetta, Rogelio Andrés, Miguel Rodriguez und José Santiago.